# Playa de Itapema

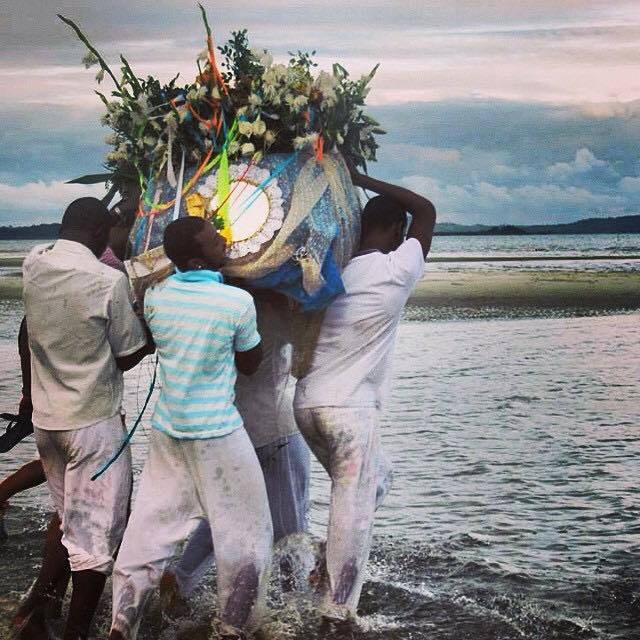
Regalo a Yemanjá en la playa de Itapema

La playa de Itapema es una playa brasileña localizada en el municipio de Santo Amaro. Su nombre tiene origen indígena y significa "piedra angular". La playa es dotada de aguas mansas y propicias a los deportes náuticos. El acceso se hace por la carretera BR-420 en dirección la ciudad de Cachoeira. Doblando a la izquierda en el entrocamento para el municipio de Saubara y recorriendo 16 kilómetros, se llega a la Itapema, localizada entre manguezais. La playa de Itapema está situada próxima a un vilarejo, con destaque para diversas ilhotas del local y bicas de agua dulce. Con cerca de cuatro kilómetros de extensión, presenta mar tranquilo, arena amarelada y coqueiros.
El día 16 de mayo, en la Playa de Itapema, es hecha por la mañana la ofrenda para Yemanjá del Bembé del Mercado de Santo Amaro.
- Datos: Q22829389
- Multimedia: Praia de Itapema (Santo Amaro) / Q22829389